# Můřice očkovaná
Můřice očkovaná (Thyatira batis, dříve také malinovník očkovaný) je noční motýl z čeledi srpokřídlecovitých. Jedná se o nápadný druh, od ostatních můr a můřic snadno rozpoznatelný podle narůžovělých ok na křídlech. Na území ČR se vyskytuje poměrně hojně.

## Rozšíření
Můřice očkovaná obývá rozsáhlý areál eurosibiřských lesostepí od Evropy přes Střední Asii a dále na východ. Je známa z Číny, Indie, Koreje i Japonska.

Jejím biotopem jsou mýtiny a okraje listnatých, smíšených, ale i jehličnatých lesů, meze a světliny, všude tam, kde roste maliník a ostružiník. Vyskytuje se od nížin až po horská údolí.

## Popis

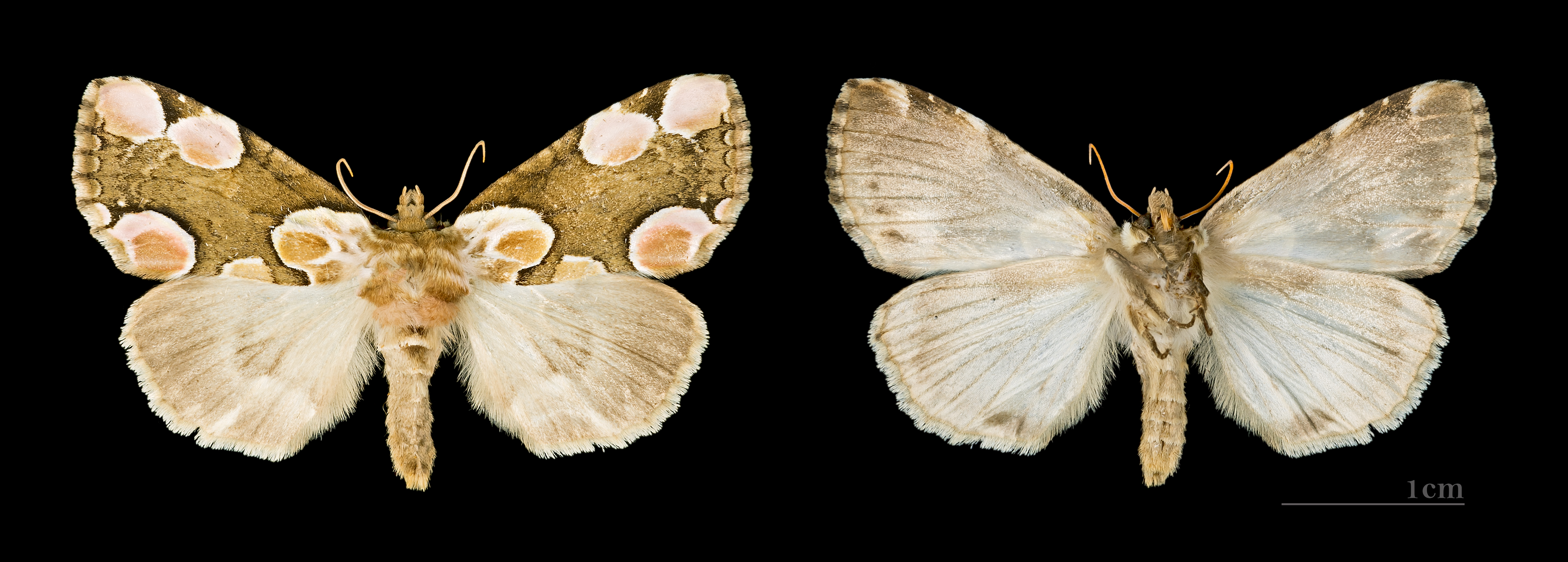
Sbírkový exemplář (samice)
(svrchní a spodní pohled)

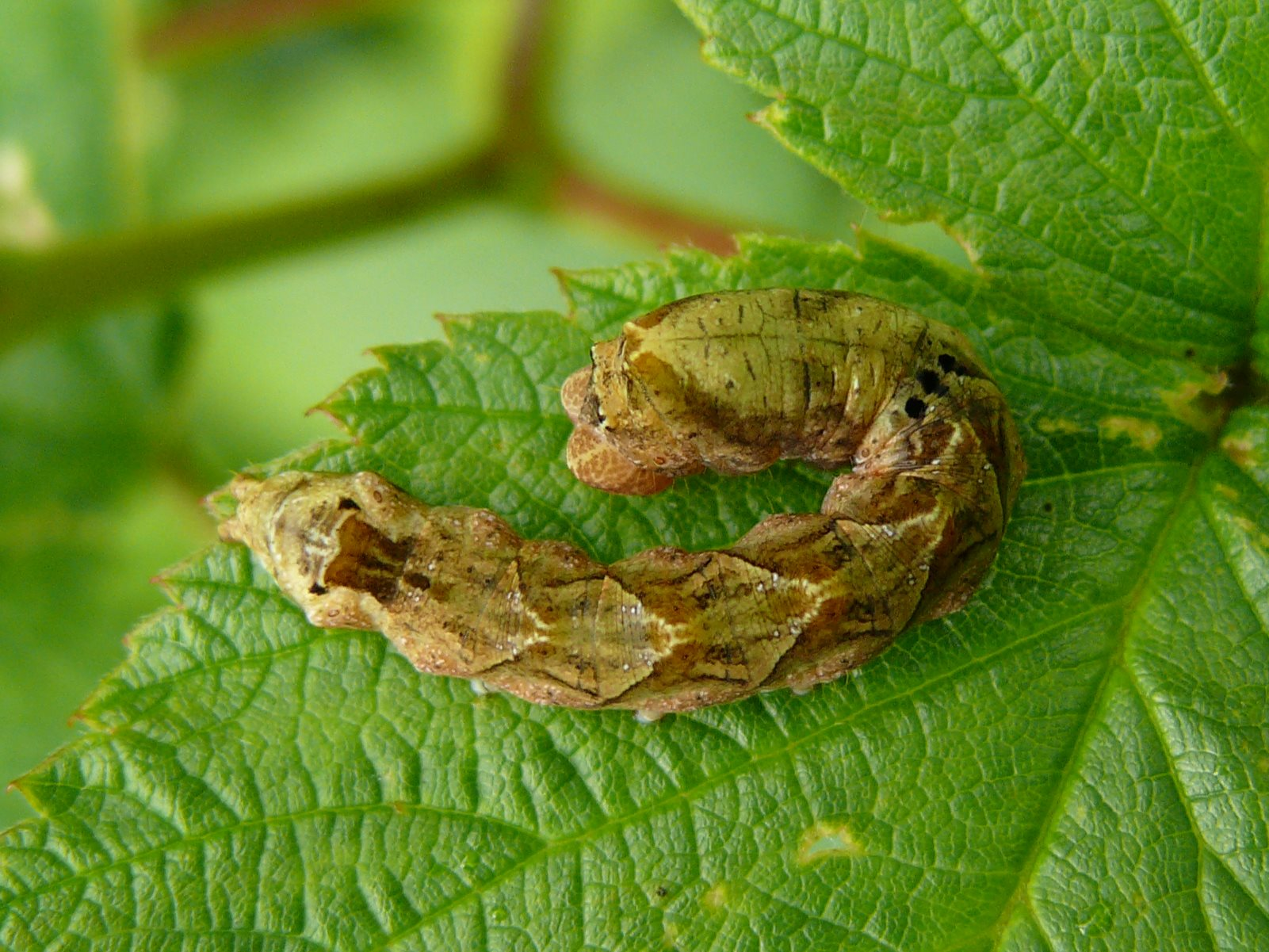
Housenka odpočívající na listu

Délka předního křídla činí 18–20 mm, jeho základní barva je skořicově až tmavě hnědá. Na každém křídle se nachází 5 výrazných, béžově narůžovělých skvrn, často s hnědým stínováním uvnitř, rozmístěných podél okrajů. Zadní křídla jsou šedožlutá s tmavším, šedavým lemem. Zhruba v polovině jejich délky probíhá příčná světlá příčka, více či méně výrazná. Hruď motýla je tmavohnědá a huňatá, zadeček je světlý a má barvu shodnou se zadními křídly. V klidu sedí můřice s křídly střechovitě složenými nad tělem.
Od příbuzných můřic z rodu Habrosyne se můřice očkovaná liší zadečkem, jehož chloupky v jejím případě netvoří chvost.
Vajíčka mají světle zelenou barvu.
Housenka je lysá, hnědá s proměnlivou rezavou kresbou. Na hřbetě má rozmanité výrůstky – na 2. článku je výrůstek dvojhrotý, dopředu obrácený, na 5.–9. článku jsou pak jednoduché výrůstky tvaru komolého jehlanu.

## Bionomie

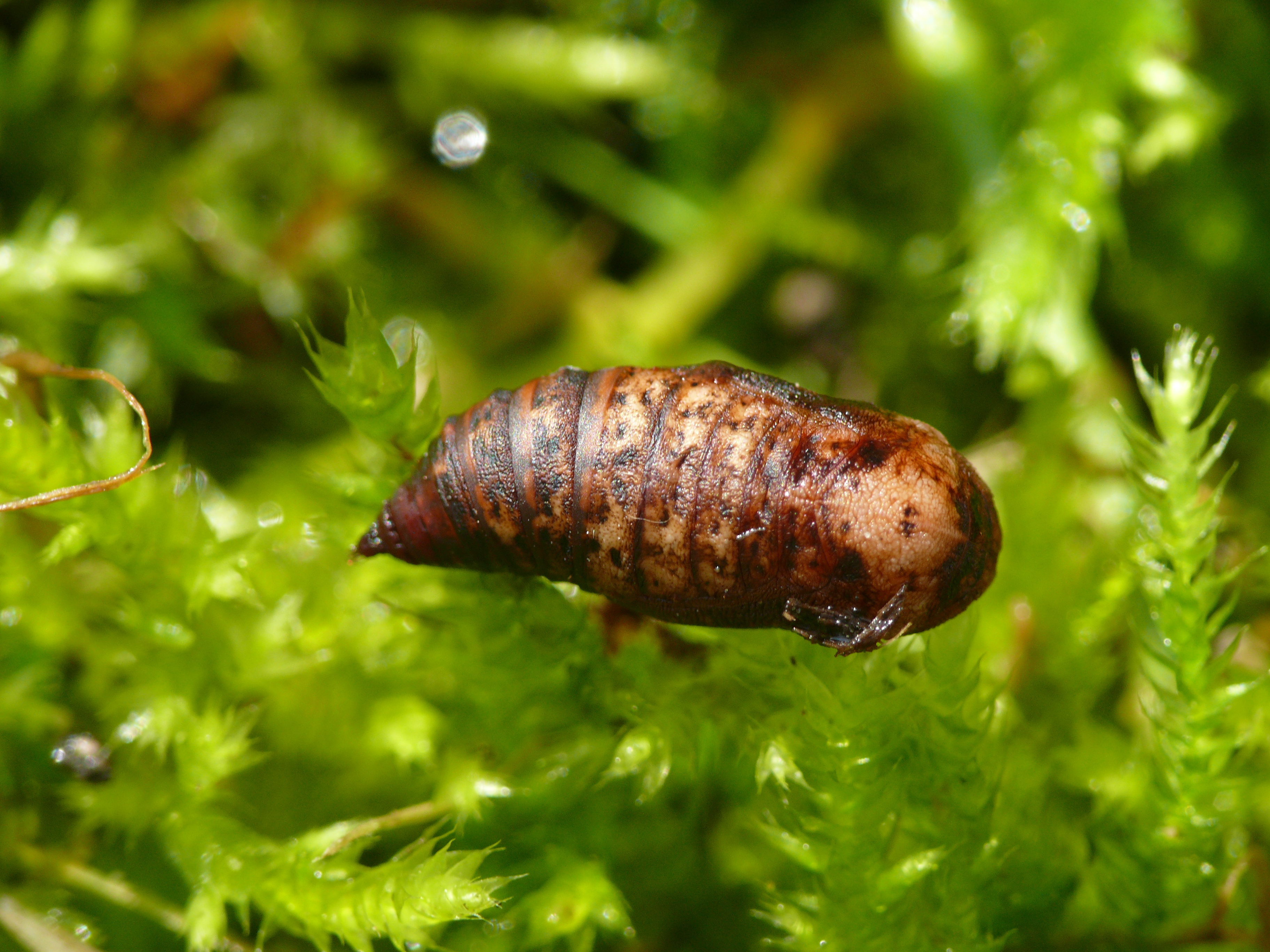
Kukla můřice očkované

Středoevropská populace motýlů létá ve dvou generacích, z nichž druhá bývá méně početná. Vyskytují se od května do června a pak od července do srpna, případně až do září. Můřice přes den odpočívají v podrostu, ale vyletují již s večerem a létají po celou noc. Sají na květech maliníků a ostružiníků, ale vezmou zavděk i jinými zdroji sladkých šťáv. Často přilétají k umělým zdrojům světla. Samička klade po oplození vajíčka ve skupinkách na živnou rostlinu.
Housenky se živí listy maliníku a ostružiníku, přičemž preferují rostliny rostoucí ve stínu. Vzhledem připomínají ptačí trus, čímž se maskují proti predátorům.
Kuklení probíhá mezi listy živné rostliny, které housenka spřádá k sobě. Přezimujícím stadiem je kukla první nebo druhé generace.